# Barthel Beham

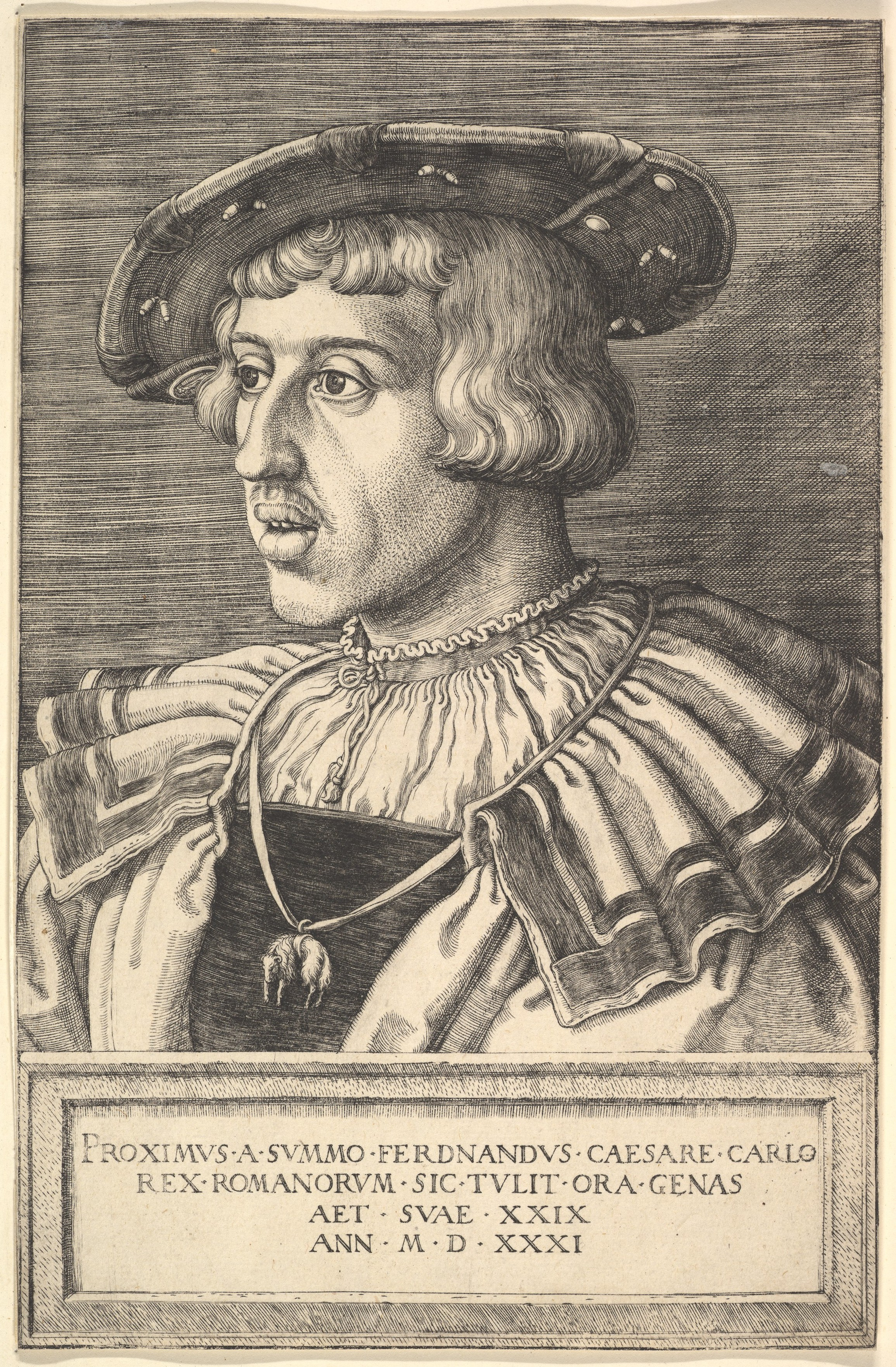
Cesarz Ferdynand I Habsburg (1531)

Barthel Beham (ur. w 1502 w Norymberdze, zm. w 1540 w Bolonii) – niemiecki malarz, miedziorytnik i rysownik okresu renesansu zaliczany do tzw. małych mistrzów. 

## Życie
Działał ze swym starszym bratem Hansem Sebaldem w Norymberdze, skąd zostali wypędzeni w 1525 za krańcowo protestanckie przekonania (sympatyzowali z Thomasem Müntzerem). Od 1527 pracował na dworze księcia Wilhelma IV Bawarskiego w Monachium i Landshut. W 1540 został wysłany przez księcia do Włoch. 

## Twórczość
Malował znakomite portrety oraz obrazy historyczne i religijne. Pozostawał pod wyraźnym wpływem Albrechta Dürera, którego być może był uczniem. Swoje pierwsze grafiki stworzył już w 1520 jako osiemnastoletni młodzieniec. Jego miedzioryty o różnorodnej tematyce, odznaczające się doskonałością rysunku i realizmem formy, wywarły duży wpływ na rozwój sztuki renesansowej w Niemczech. Wyróżniają się jego sztychy o tematyce Maryjnej np. Madonna w niszy okiennej.

## Wybrane dzieła
- Ofiarowanie w świątyni -  1524, Germanisches Nationalmuseum, Norymberga
- Portret Hansa Urmillera z synem -  1524, Städelsches Kunstinstitut, Frankfurt nad Menem
- Kanclerz Leonhard von Eck -  1527, 56,2 x 37,8 cm, Metropolitan Museum of Art, Nowy Jork
- Portret Ruprechta Stüpfa -  1528, 67,3 x 50,3 cm, Museo Thyssen-Bornemisza, Madryt
- Portret księcia Ludwika Bawarskiego -  1531, 69 x 59 cm, Liechtenstein Museum, Wiedeń
- Portret Otto Heinricha, księcia Pfalz -  1535, 43 x 32 cm, Stara Pinakoteka, Monachium
- Wizerunek kobiety w wieku 31 lat -  1535, 78,5 x 59 cm, Germanisches Nationalmuseum, Norymberga
- Portret mężczyzny -  1525-30, 62 x 46 cm, Galeria Obrazów Starych Mistrzów w Dreźnie
- Portret mężczyzny -  1529, 85 x 66 cm, Kunsthistorisches Museum, Wiedeń
- Portret kobiety z papugą -  1529, 87,4 x 68 cm, Kunsthistorisches Museum, Wiedeń